# Bithiasa
Bithiasa là một chi bướm đêm thuộc họ Erebidae.